# Zolotarewskya lyra
Zolotarewskya lyra är en stekelart som först beskrevs av Girault 1919.  Zolotarewskya lyra ingår i släktet Zolotarewskya och familjen puppglanssteklar. Inga underarter finns listade i Catalogue of Life.